# 波苏斯-迪卡尔达斯
波苏斯-迪卡尔达斯是巴西米纳斯吉拉斯州的一个市镇。总面积544.42平方公里，总人口150095人，人口密度275.7人/平方公里。